# Peni Parker
Peni Parker è un super eroe apparso nei fumetti statunitensi pubblicati da Marvel Comics. Creata dallo scrittore e musicista Gerard Way e dall'artista Jake Wyatt, è una versione alternativa di Spider-Man proveniente da un universo ispirato a Evangelion. Pilotando una tuta mech alimentata psichicamente originariamente pilotata da suo padre nota come SP//dr, parzialmente controllata da un ragno radioattivo (chiamato SP//dr) che condivide anche un legame psichico con lei, l'adolescente Peni ha combattuto quotidianamente da quando aveva nove anni.
Sia Peni Parker che SP//dr hanno fatto apparizioni limitate nei media, con i film d'animazione Spider-Man - Un nuovo universo (2018) e il suo sequel Across the Spider-Verse (2023) doppiata da Kimiko Glenn, e nel videogioco Marvel Rivals (2024) doppiata da Sally Amaki.

## Storia editoriale
Qualche tempo dopo aver completato il lavoro sul suo album di debutto solista Hesitant Alien, dopo la pausa della sua band My Chemical Romance, lo scrittore di fumetti e musicista Gerard Way è stato contattato dall'editore della Marvel Comics Nick Lowe, chiedendogli se fosse interessato a creare uno Spider-Man personalizzato per l'allora imminente serie di fumetti Spider-Verse. Lowe, un fan dei precedenti lavori a fumetti di Way, si era precedentemente avvicinato a Way per una serie annuale degli X-Men che alla fine non si è mai concretizzata. Innamorato dell'idea di poter fare quello che voleva senza paura di essere gravato da una continuità precedente, Way alla fine accettò l'offerta e iniziò a lavorare con il fumettista Jake Wyatt sulla sua nuova creazione.
Way "ha preso i concetti di base di Spider-Man e poi (...) ho guardato più a fondo" mentre concettualizzava Peni, ricordando in un'intervista del 2014 con Rolling Stone, "Ho pensato al ragno radioattivo: 'E se fosse più di un semplice morso? E se un morso fosse un collegamento psichico e il ragno rimanesse parte della storia?" Questo ha portato alla luce una bambina che perde suo padre. Poi ho disegnato il costume da ragno".  Secondo Way, SP//dr "è composto da tre componenti vitali: un pilota, una macchina e un ragno senziente radioattivo che agisce come una metà del cervello che fa funzionare tutto".  Way scelse di rendere il suo personaggio femminile poiché era più interessato a creare personaggi femminili, derivanti sia dal suo passato, sia dal suo precedente lavoro The Umbrella Academy. Ha anche deciso di includere Daredevil nella sua storia, decidendo "se riuscirò a scrivere solo un fumetto Marvel, ci metterò anche Daredevil".
I fumetti di Peni e SP//dr sono stati in gran parte ispirati dagli anime mecha, con Neon Genesis Evangelion individuato come un'influenza.  Come un easter egg, i personaggi principali di Evangelion; Shinji Ikari, Rei Ayanami, Asuka Langley Soryu e Kaworu Nagisa, fanno apparizioni cameo come compagni di classe di Peni nel suo primo numero, insieme a Simon di Gurren Lagann e Kei di Dirty Pair.
Peni Parker e SP//dr hanno debuttato in Edge of Spider-Verse #5, pubblicato il 15 ottobre 2014. La storia di SP//dr è stata continuata nel fumetto di Spider-Geddon, Edge of Spider-Geddon #2 di Alberto Albuquerque, pubblicato il 29 agosto 2018.  Lo stesso anno, Peni e SP//dr sono apparsi nel film d'animazione Spider-Man: Into the Spider-Verse. I realizzatori, che inizialmente avevano preso in considerazione una diversa Spider-Woman asiatica americana, Cindy Moon / Silk, per il film, hanno scelto Peni poiché le sue abilità uniche fungevano da contrasto con gli altri personaggi del film. Su suggerimento dello scenografo e futuro co-regista di Across the Spider-Verse Justin Thompson, Peni ha ricevuto una riprogettazione ispirata a Sailor Moon dopo che i realizzatori, tra cui il regista Bob Persichetti, hanno trovato il suo design iniziale "incerto".
Nel 2022, l'autore di fumetti vincitore dell'Eisner Award Ken Niimura ha creato Peni Parker: After School come parte della serie Spider-Verse Unlimited in esclusiva per Marvel Unlimited, il servizio di fumetti digitali della Marvel. La storia in sei parti segue una Peni più giovane, approfondendo il suo rapporto con il suo "zio Ben", come si sente nei confronti di suo padre e le sue lotte per destreggiarsi tra la scuola e l'essere un supereroe, approfondendo anche le sue lotte per adattarsi ai suoi compagni di scuola a causa delle sue responsabilità di eroina. Niimura concepì in gran parte la storia come un punto di ingresso al personaggio "sia per i veterani che per i nuovi arrivati" come "(...) Essendo un personaggio relativamente nuovo, non c'è ancora molto pubblicato".

## Biografia del personaggio

### Edge of Spider-Verse
Il padre di Peni è stato il pilota originale del mecha SP//dr, in cui ha protetto New York dal crimine e da altri pericoli. Dopo la morte di suo padre, Peni viene avvicinata dai gestori di suo padre, "Zia May" e "Zio Ben", che la costringono a diventare il nuovo pilota dell'SP//dr, rilasciando il ragno senziente che controlla parte della tuta in una stanza con lei per morderla e legarsi con lei, un processo che descrivono come incredibilmente doloroso. Poco dopo essere stata morsa, Peni diventa la nuova protettrice della città, sulla Terra-14512.
Cinque anni dopo, una quattordicenne più solenne e matura Peni combatte la versione del suo universo di Mysterio - un suo fanboy ossessionato, mentre ascolta musica per aiutarla a concentrarsi. Peni alla fine si allea con "D" (la versione del suo universo di Daredevil) - che aveva conosciuto suo padre, e le dice che è "troppo giovane" per sentirsi "stanca" come dice di essere - anche se nota che sentiva che l'uso di SP//dr da parte di suo padre lo causava in modo che "anche attraverso la macchina, si poteva sentire una tristezza, come se gli mancasse qualcosa", anche se sembra "piuttosto figo" – per combattere un gruppo di criminali abbandonati da Mysterio (un fan delle varie numerose riviste "Gene-Pop" su Peni) prima di essere avvicinato da Spider-Ham e Old Man Spider per unirsi alla Spider-Army per combattere gli Ereditieri. Accettando di unirsi a loro, Peni afferma: "Ci chiamiamo SP//dr e proteggiamo la città. Come mio padre, un soldato, che è morto al servizio del suo popolo, saremo così, fino al fallimento finale".

### Edge of Spider-Geddon
Due anni dopo gli eventi di "Spider-Verse" nella sua realtà natale, una Peni di 16 anni viene avvicinata da una ragazza di nome Addy Brock, che le chiede se fosse il pilota di SP//dr e le sue esperienze come pilota di SP//dr. Peni la ignora, ma Addy prosegue dicendo che non è così speciale come pensa, prima di chiarire che non intende come un insulto e vuole solo parlarle. A casa, Peni cerca di parlare con Ben e May dell'essere speciale, ma le preoccupazioni vengono messe da parte, il che la infastidisce ed esprime i suoi sentimenti di tristezza per il fatto che non è riconosciuta come dovrebbe. Mentre migliora gli spara-ragnatele dell'SP//dr, nota Addy che cammina nella base e la segue; solo per trovare un'altra tuta mech simile all'SP//dr, ma in nero e alimentata da un "sym-engine" chiamato VEN#m, con Addy come pilota (il design del personaggio di Addy è stato precedentemente utilizzato per uno dei tecnici di Ben e May in Edge of Spider-Verse, rendendolo retroattivamente la sua prima apparizione). Peni si infuria con Ben e May per non averglielo detto. Quando una creatura simile a un kaiju di nome M.O.R.B.I.U.S. inizia a prosciugare l'energia elettrica della città, Peni la insegue come SP//dr, solo per essere temporaneamente disabilitata a causa della sua frustrazione che offusca il suo giudizio. Al fine di sconfiggere M.O.R.B.I.U.S., la zia e lo zio di Peni inviano VEN#m per sconfiggere la creatura. Ha successo, ma il motore SYM al suo interno, che si dimostra non essere completamente sviluppato e in seguito si rivela avere ancora problemi irrisolti, causa il malfunzionamento di VEN#m; facendo sì che la tuta mech raggiunga la senzienza e inizi a consumare Addy. Quando May vola per risolvere il problema manualmente, la consuma anche con Addy, con le sue ultime parole che rimproverano Ben per le loro comunicazioni per non aver mai risolto il problema che aveva causato l'uccisione del padre di Peni durante i test di VEN#m in primo luogo. SP//dr affronta VEN#m, ma la tuta nera da mech la sopraffa fino a quando non usa i suoi spara-ragnatele migliorati per sconfiggerlo. Tuttavia, quando apre la cabina di pilotaggio di VEN#m, si rende conto che è troppo tardi per salvare sua zia May e Addy, che sono scomparsi dall'interno della tuta. 2 ore dopo la battaglia, Peni e Ben hanno un cuore a cuore, ma Spider-Ham lo interrompe, apparendo ancora una volta per reclutare Peni per aiutare a sconfiggere gli Eredi ancora una volta durante gli eventi di Spider-Geddon. Peni sembra riluttante a perseguire ciò che era appena accaduto a sua zia May poiché era ancora in lutto per la sua scomparsa, ma lo zio Ben le fa cenno di andarsene comunque.

### End of the Spider-Verse
Peni ritorna in End of the Spider-Verse utilizzando il suo mecha SP//dr più grande, insieme a Takuya Yamashiro e al suo mech, Leopardon.

### Spider-Man Unlimited
Più tardi, Peni fu reclutata dallo S.H.I.E.L.D. della Terra-41940 negli Spider-Men, un gruppo di analoghi di Spider-Man assemblati per combattere i Multiversal Sinister Six.
Quando Prowler tentò di sacrificare la sua anima a Mefisto per sconfiggere Dormammu, Peni lo convinse che il potere non valeva la sua anima. SP//dr si è anche unito alla Squadra Contro-Simbionte d'Elite per catturare i simbionti canaglia. Tra i simbionti che deportarono a Klyntar c'era Pork Grind.

## Altre versioni

### Futuro SP//dr
In Spider-Gwen, un futuro SP//dr era uno dei membri degli Amazing Eight che viaggiarono sulla Terra-65 per aiutare Gwen Stacy di quella realtà a combattere un'unità di S.I.L.K. guidata da Scorpion.  Più tardi, questo SP//dr è stato uno dei tanti eroi che Cable ha riportato indietro nel tempo per uccidere Thanos da bambino in Cosmic Ghost Rider in modo che il loro futuro distopico non si avverasse. Tuttavia, SP//dr fu ucciso poco dopo da una versione cosmica di Ghost Rider.

### Peni Parker:After school
La storia di questo arco narrativo si svolge dopo gli eventi di Edge of Spider-Geddon. Segue Peni mentre cerca di essere un'adolescente normale, cercando di adattarsi ai ragazzi cool, mentre affronta la responsabilità di essere un'eroina contro vari nemici come Atomic Lizard o Mecha D.O.O.M. Tuttavia, per quanto riesca a salvare la città dai guai, si ritrova alle prese con una delle sfide più grandi di tutte: i compiti. Uno dei suoi compiti consiste nello scrivere di suo padre, ma lo ricorda a malapena, poiché è morto quando lei era molto piccola. Suo zio Ben la aiuta a capire di più su suo padre e sul tipo di persona che era, affermando l'affetto e l'amore di suo padre per lei. Durante l'arco narrativo, Peni deve bilanciare i suoi doveri di supereroina con le sue responsabilità di studentessa e amica. Quando Mecha D.O.O.M. attacca il set della popolare serie televisiva "The Tony Stark Show", Peni deve affrontare le sue insicurezze riguardo alle sue abilità e al fatto di essere davvero degna di essere una supereroina. Finalmente trova fiducia nel proprio istinto, diventando un'eroina più forte e determinata.

### Peni Porker
La graphic novel Spider-Ham: A Pig in Time presenta una versione maiale umanoide del personaggio chiamato Peni Porker, che Spider-Ham e Spider-Ham 15.88 (2099) osservano da tutto il multiverso.